# بوب شو (واثب حواجز)
بوب شو (بالإنجليزية: Bob Shaw) هو واثب حواجز ‏ بريطاني، ولد في 27 ديسمبر 1932 في Taff's Well ‏ في المملكة المتحدة.

## وصلات خارجية
- بوب شو على موقع أوليمبيديا (الإنجليزية)
- بوب شو على موقع اللجنة الأولمبية البريطانية (الإنجليزية)